# 杜威縣 (奧克拉荷馬州)
杜威縣（英語：Dewey County）是美國奧克拉荷馬州西部的一個縣。面積2,611平方公里。根據美國2000年人口普查，共有人口4,743人。縣治塔洛加 (Taloga)。
成立於1867年，並在1892年4月19日開放予白人殖民。縣名紀念美國海軍上將喬治·杜威 (George Dewey)。